# Struck Down
Struck Down è il secondo album in studio dei Yesterday & Today, uscito nel 1978 per l'Etichetta discografica London Records.

## Tracce
1. Struck Down (Meniketti, Haze) 4:33
2. Pleasure In My Heart (Meniketti, Haze) 4:44
3. Road (Meniketti, Haze) 2:58
4. Nasty Sadie (Haze, Joey Alves, Meniketti) 3:48
5. Dreams Of Egypt (Haze, Meniketti) 4:14
6. Tried To Show You (Meniketti) 3:43
7. I'm Lost (Meniketti, Kennemore, Haze) 2:59
8. Stargazer (Kennemore) 4:36

## Formazione
- Dave Meniketti - voce, chitarra
- Joey Alves - chitarra, cori
- Phil Kennemore - basso, cori
- Leonard Haze - batteria, cori

### Altri musicisti
- Robert Russ – piano
- Cherie Currie - cori
- Galen Cook - organo